# Mormântul povestitorului popular Trifan Baltă
Mormântul povestitorului popular Trifan Baltă este un mormânt amplasat în Bleșteni, raionul Edineț, Republica Moldova. Este un monument istoric de importanță națională inclus în Registrul monumentelor Republicii Moldova ocrotite de stat cu nr. 706 (raionul Edineț). Datează din 1960.